# 田沢湖駅
田沢湖駅（たざわこえき）は、秋田県仙北市田沢湖生保内字男坂にある、東日本旅客鉄道（JR東日本）田沢湖線の駅。
秋田新幹線（ミニ新幹線）の停車駅となっており、下り最終と上り始発の1往復を除く全ての「こまち」が停車する。事務管コードは▲220201。

## 歴史
- 1923年（大正12年）8月31日：鉄道省（のちに日本国有鉄道）生保内線の生保内駅（おぼないえき）として開業[6]。当時は終着駅であった。
- 1956年（昭和31年）10月9日：駅前で発生した火災が延焼して駅舎が全焼[新聞 2][新聞 3]。
- 1957年（昭和32年）3月31日：駅舎を再建し、使用を開始[新聞 3]。
- 1966年（昭和41年）
  - 10月1日：田沢湖駅に改称[新聞 1]。
  - 10月20日：生橋線赤渕 - 当駅間が開業。同時に路線の改編が行われ、田沢湖線の中間駅となる。
- 1968年（昭和43年）3月：跨線橋・ホーム上屋が完成し、駅前広場を拡張[新聞 4]。
- 1969年（昭和44年）8月28日：お召し列車が秋田駅発、田沢湖駅着、翌29日には田沢湖駅発、黒磯駅着で運行。昭和天皇、香淳皇后が乗車[7]。
- 1982年（昭和57年）4月1日：貨物の取り扱いを廃止[6]。
- 1984年（昭和59年）2月1日：荷物の扱いを廃止[6]。
- 1987年（昭和62年）
  - 1月20日：みどりの窓口を開設[新聞 5]。
  - 4月1日：国鉄分割民営化により、JR東日本の駅となる[6]。
- 1996年（平成8年）
  - 7月12日：仮駅舎の使用を開始[新聞 6]。
  - 8月：駅舎改築工事に着手[新聞 7]。
- 1997年（平成9年）
  - 3月20日：新駅舎での営業を開始し[新聞 8]、記念式典を挙行[新聞 9]。
  - 3月22日：秋田新幹線が開業。
- 2015年（平成27年）4月：エスカレーター新設工事に着手[報道 1]。
- 2016年（平成28年）
  - 3月26日：エスカレーターの使用を開始[報道 2]。
  - 10月20日：田沢湖線全通50周年記念として、列車到着時におもてなしメロディー「生保内節」の使用を開始[報道 3]。
  - 10月29日：田沢湖線全線開通50周年記念として、駅舎入口に駅名看板を新設[報道 4][新聞 10]。
- 2020年（令和2年）
  - 3月14日：新幹線eチケットサービスを開始[報道 5]。
  - 10月1日：業務委託化[2]。管理駅業務は大曲駅へ移管[2]。
- 2021年（令和3年）3月13日：タッチでGo!新幹線のサービスを開始[報道 6][注 1]。
- 2022年（令和4年）12月7日：午前6時40分ごろ、駅員が「改札案内は発車10分前からです」の看板を出したままトイレに行ったため、乗客12人が午前6時53分発盛岡行き普通列車に乗車できず[新聞 11]。乗客は後続の午前7時41発上り普通列車に乗車[新聞 11]。
- 2023年（令和5年）
  - 3月31日：みどりの窓口の営業を終了[3][4]。
  - 4月1日：話せる指定席券売機を導入[3][4]。
  - 9月2日：駅前広場にて開業100周年記念式典を挙行[新聞 12][新聞 13]。
- 2024年（令和6年）
  - 1月16日：警察業務に協力（捜査活動へ協力）したとして、仙北警察署から当駅に感謝状を贈呈[新聞 14]。
  - 10月1日：えきねっとQチケのサービスを開始[1][報道 7]。
- 2025年（令和7年）1月21日：たつこ像が描かれた駅名標に変更[8]。

## 駅構造
単式ホーム1面1線と島式ホーム1面2線、計2面3線を有する地上駅である。互いのホームは跨線橋で連絡している。
JR東日本東北総合サービスが駅業務を受託している大曲駅管理の業務委託駅である。直営駅時代は、管理駅として刺巻駅と神代駅を管理していた。近距離自動券売機、話せる指定席券売機、新幹線eチケットサービス、タッチでGo!新幹線、えきねっとQチケ専用簡易改札機が設置されている。なお、えきねっとQチケを利用する場合は、秋田新幹線では改札機にQRコードをかざす一方、田沢湖線では改札窓口にいる係員へQRコードを提示する必要がある。
1階には駅事務室、観光センター「フォレイク」、キオスク兼待合室、羽後交通田沢湖乗車券販売所、駅レンタカー田沢湖営業所、2階には田沢湖の玉川ダムを紹介したパネルが展示されている部屋、IRIS-アイリス-ロケ地紹介部屋、展望室などがある。
2016年（平成28年）10月20日より、田沢湖線全線開通50周年記念として、列車到着時におもてなしメロディー「生保内節」が使用されている。

### 駅舎
田沢湖観光情報センターを併設した現駅舎は、秋田新幹線の開通に合わせて、1997年（平成9年）に建設された。設計者は坂茂で、列車から駅の中や広場側の賑わいが見え、また、逆に駅のどこにいても列車が入ってくるのが見え、さらに広場から駅の背景の山とが透けて見えるような空間として構想された。地盤が弱く、工期が短かったことから杭を埋める代わりに列柱状に多数使用する工法が採用された。JR側の要請で木造が不可となったため鉄板の梁が使用されているが、一般的な吹きつけ耐火被覆の代わりに、集成材が耐火被覆と仕上げ（美観）を兼ねる工夫がなされている。完成した新駅舎はグッドデザイン賞などを受賞したが、坂はのちに建築雑誌の中で「田沢湖駅のオープニングセレモニーにも招待されず悔しい思い」をしたと吐露している。
「ガラスと木を上手に組み合わせたモダンな駅」であるという理由により、東北の駅百選に選定された。

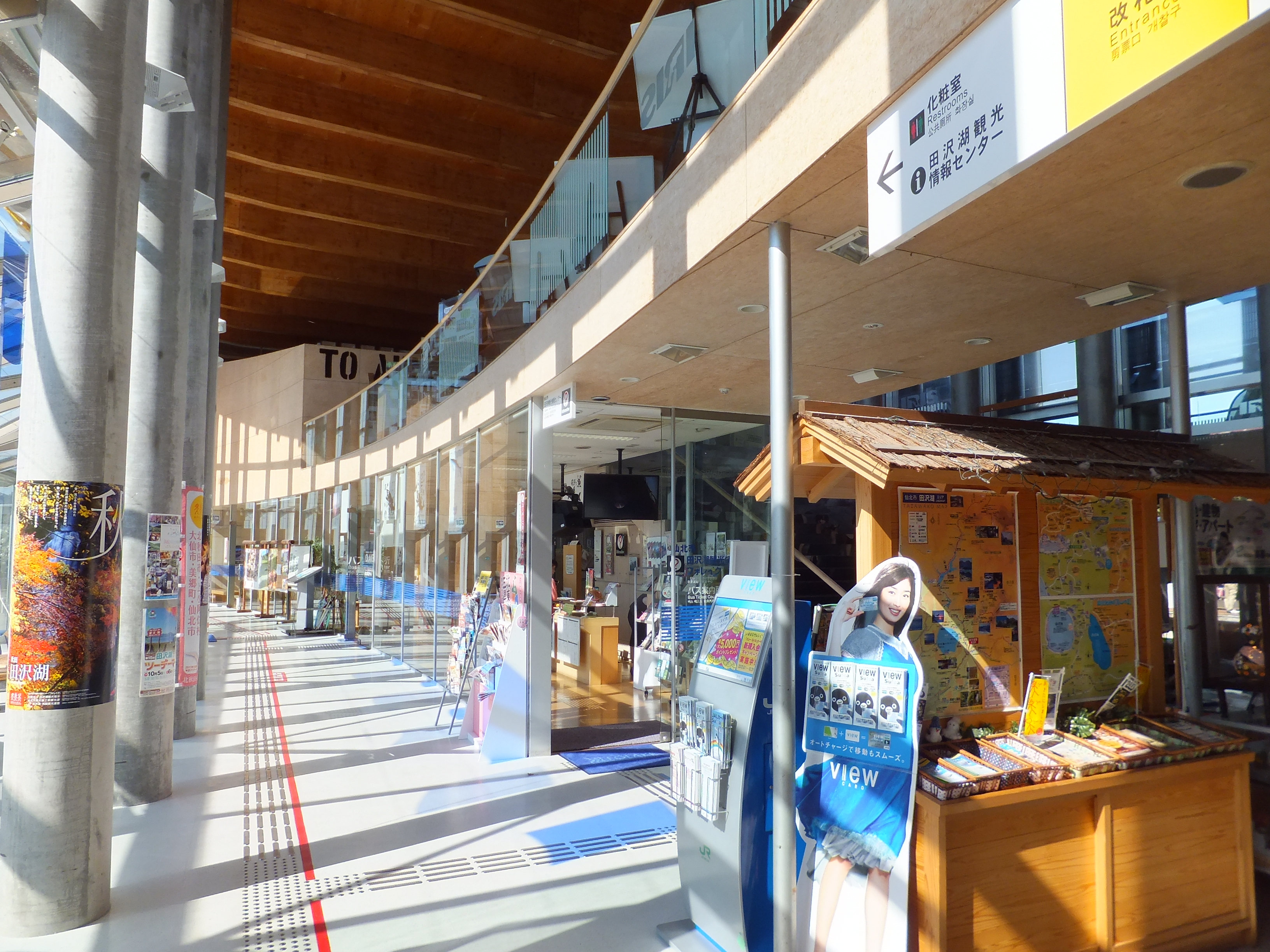
駅舎内部（1階） （2013年9月）
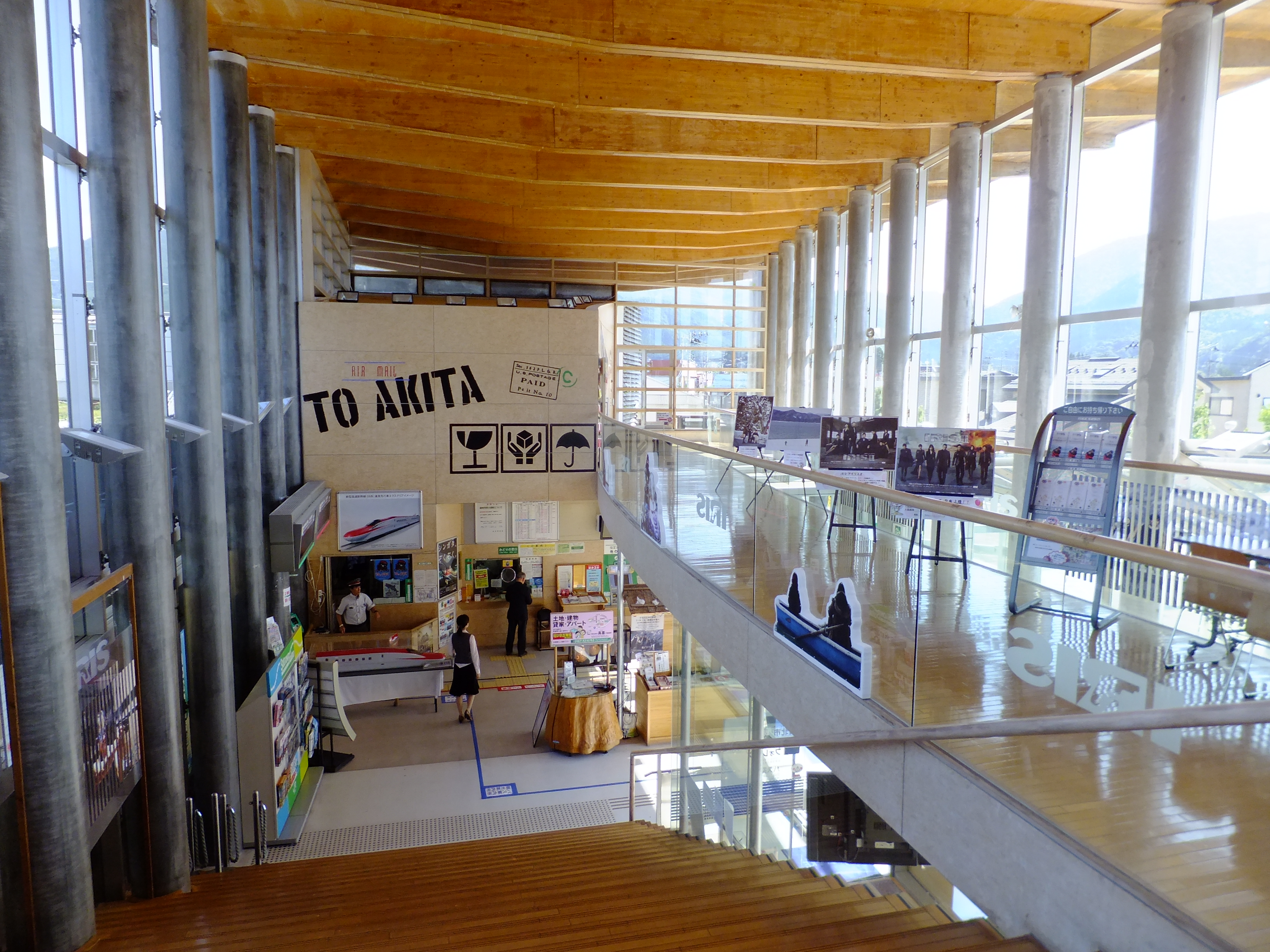
駅舎内部（2階）。写っているパネルは田沢湖がロケ地となった2009年（平成21年）の韓国ドラマ『IRIS-アイリス-』のもの。 （2013年9月）
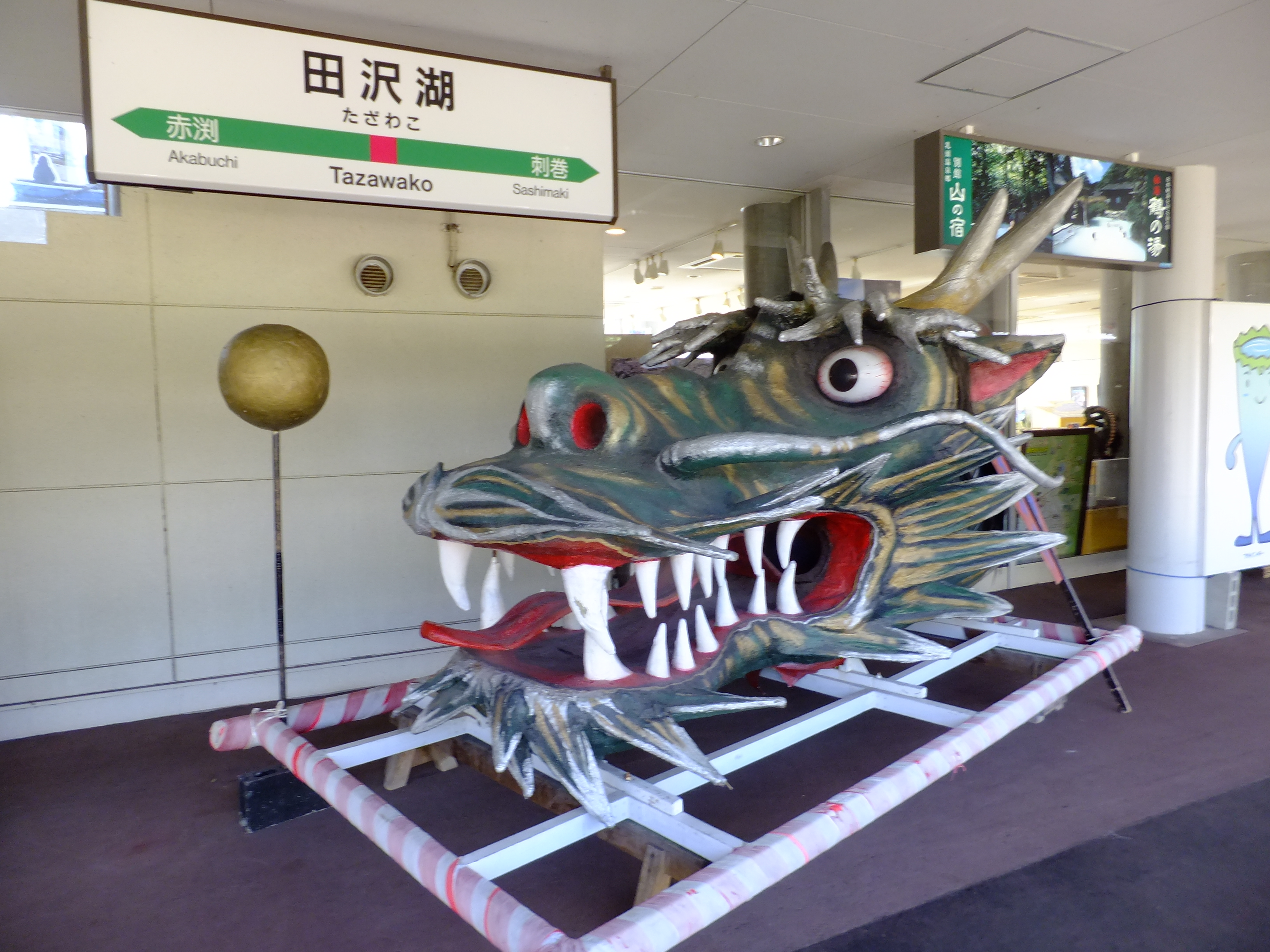
田沢湖の伝説に登場する龍の頭が展示されている。 （2013年9月）

### のりば

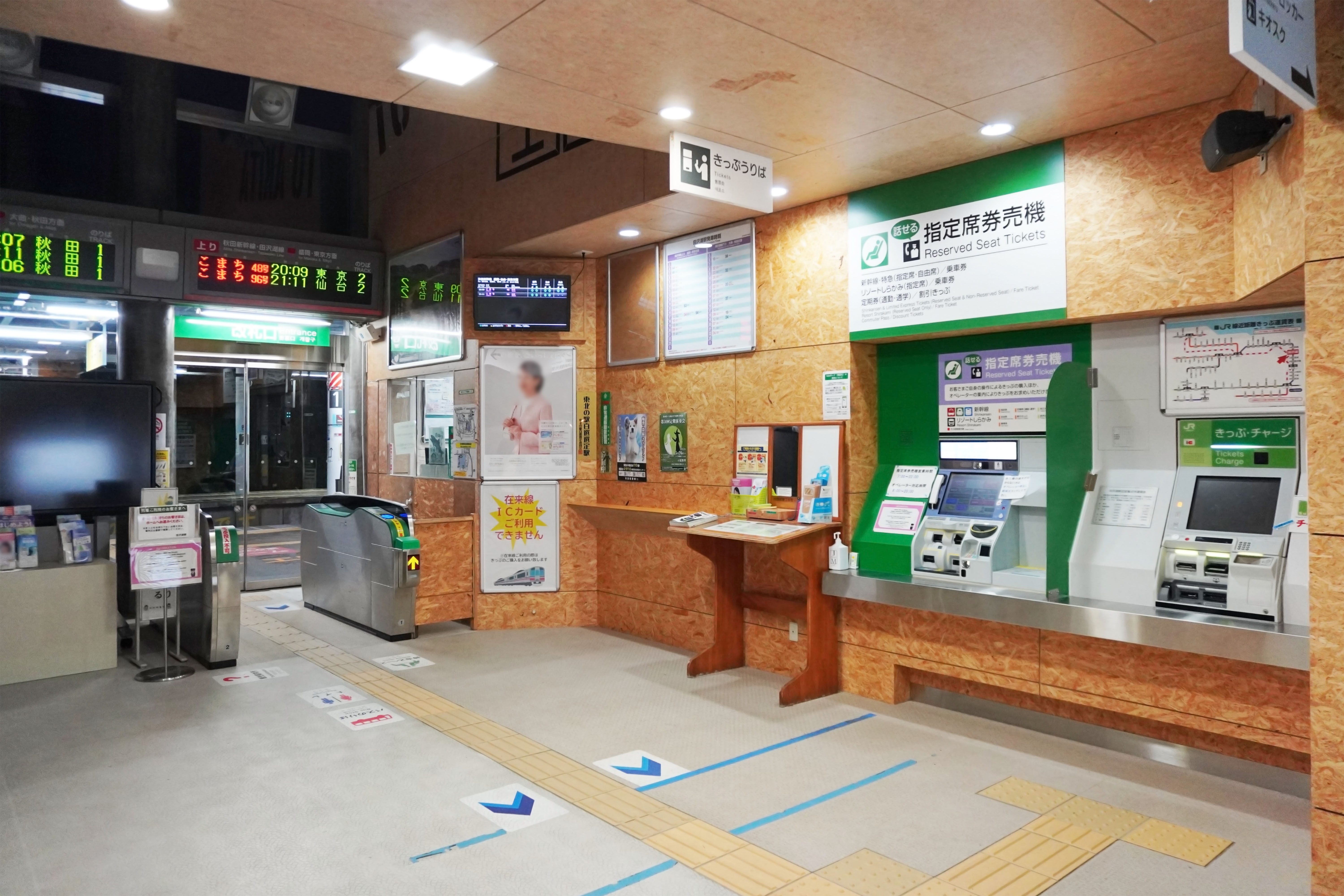
改札口（2024年5月）
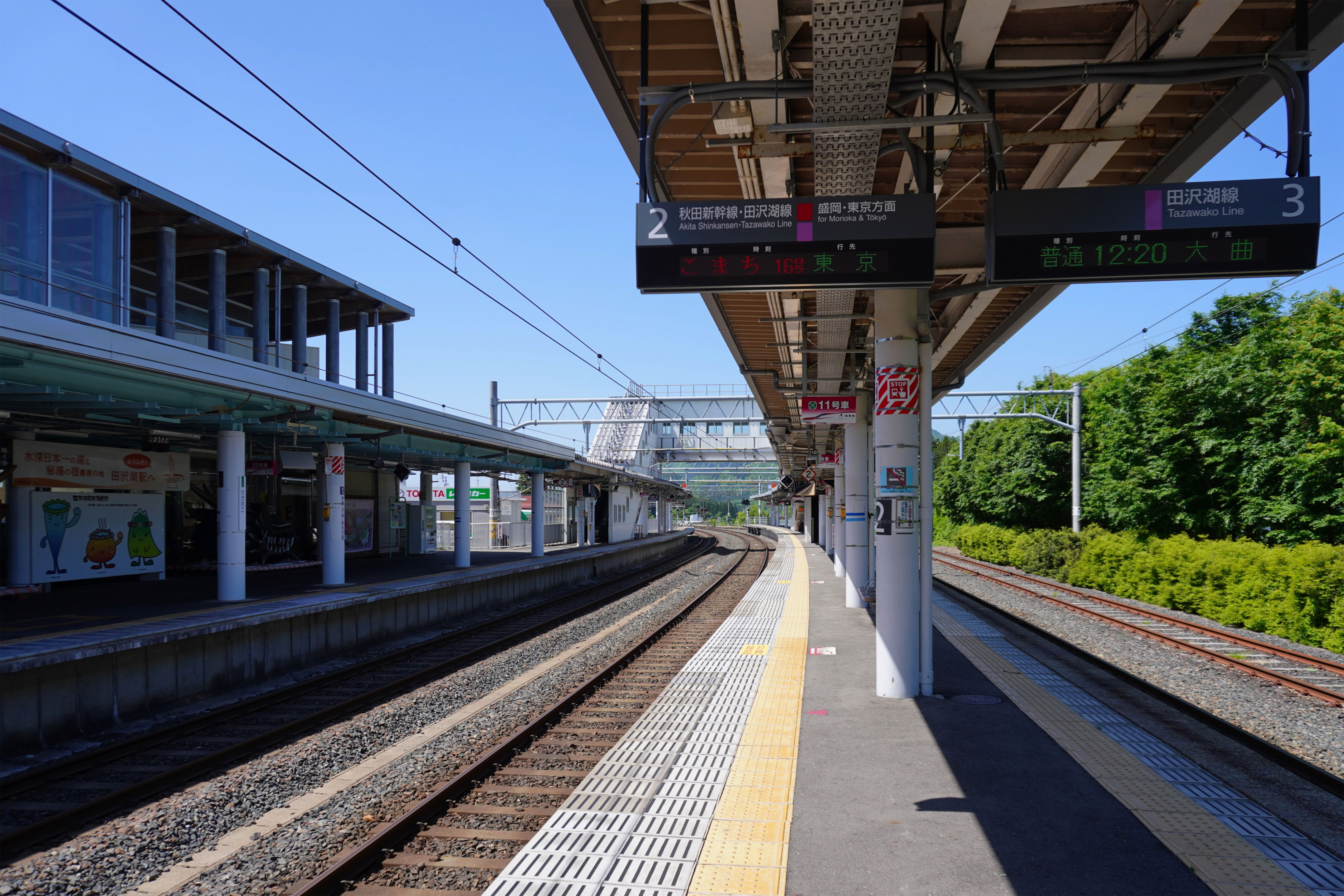
ホーム（2024年5月）

| 番線 | 路線        | 方向 | 行先           |
| ---- | ----------- | ---- | -------------- |
| 1    | ■秋田新幹線 | 下り | 大曲・秋田方面 |
| 1    | ■田沢湖線   | 下り | 大曲方面       |
| 2    | ■秋田新幹線 | 上り | 盛岡・東京方面 |
| 2    | ■田沢湖線   | 上り | 盛岡方面       |
| 3    | ■田沢湖線   | 上り | 盛岡方面       |
| 3    | ■田沢湖線   | 下り | 大曲方面       |

- 普通列車は当駅で夜間留置を行う。

- 改札口（2024年5月）
- ホーム（2024年5月）

## 駅弁
2017年（平成29年）ごろまで、主な駅弁として以下を販売していた。
- 秋田日本海たこびより

## 利用状況
JR東日本によると、2023年度（令和5年度）の1日平均乗車人員は281人である。
2000年度（平成12年度）以降の推移は以下のとおりである。
| 1日平均乗車人員推移 | 1日平均乗車人員推移 | 1日平均乗車人員推移 | 1日平均乗車人員推移 | 1日平均乗車人員推移 |
| 年度                | 定期外              | 定期                | 合計                | 出典                |
| ------------------- | ------------------- | ------------------- | ------------------- | ------------------- |
| 2000年（平成12年）  |                     |                     | 465                 | [ 利用客数 2 ]      |
| 2001年（平成13年）  |                     |                     | 499                 | [ 利用客数 3 ]      |
| 2002年（平成14年）  |                     |                     | 489                 | [ 利用客数 4 ]      |
| 2003年（平成15年）  |                     |                     | 528                 | [ 利用客数 5 ]      |
| 2004年（平成16年）  |                     |                     | 490                 | [ 利用客数 6 ]      |
| 2005年（平成17年）  |                     |                     | 480                 | [ 利用客数 7 ]      |
| 2006年（平成18年）  |                     |                     | 459                 | [ 利用客数 8 ]      |
| 2007年（平成19年）  |                     |                     | 467                 | [ 利用客数 9 ]      |
| 2008年（平成20年）  |                     |                     | 417                 | [ 利用客数 10 ]     |
| 2009年（平成21年）  |                     |                     | 394                 | [ 利用客数 11 ]     |
| 2010年（平成22年）  |                     |                     | 380                 | [ 利用客数 12 ]     |
| 2011年（平成23年）  |                     |                     | 328                 | [ 利用客数 13 ]     |
| 2012年（平成24年）  | 200                 | 145                 | 346                 | [ 利用客数 14 ]     |
| 2013年（平成25年）  | 223                 | 165                 | 388                 | [ 利用客数 15 ]     |
| 2014年（平成26年）  | 201                 | 140                 | 342                 | [ 利用客数 16 ]     |
| 2015年（平成27年）  | 187                 | 148                 | 336                 | [ 利用客数 17 ]     |
| 2016年（平成28年）  | 178                 | 127                 | 305                 | [ 利用客数 18 ]     |
| 2017年（平成29年）  | 176                 | 127                 | 304                 | [ 利用客数 19 ]     |
| 2018年（平成30年）  | 190                 | 112                 | 303                 | [ 利用客数 20 ]     |
| 2019年（令和元年）  | 182                 | 107                 | 289                 | [ 利用客数 21 ]     |
| 2020年（令和02年）  | 95                  | 89                  | 185                 | [ 利用客数 22 ]     |
| 2021年（令和03年）  | 109                 | 86                  | 195                 | [ 利用客数 23 ]     |
| 2022年（令和04年）  | 156                 | 93                  | 249                 | [ 利用客数 24 ]     |
| 2023年（令和05年）  | 188                 | 93                  | 281                 | [ 利用客数 1 ]      |

## 駅周辺
仙北市の中心駅である。また、田沢湖および乳頭温泉郷や玉川温泉などへの路線バスが発着している。
| 観光 - 田沢湖（バスで12分前後） 公共施設など - 仙北市役所 - 仙北市民会館 - 生保内公園 - 仙北市生保内市民体育館 - 仙北市立田沢湖図書館 - 市立田沢湖病院 - 仙北市民浴場 - 仙北警察署田沢湖交番 | 金融機関 - 田沢湖郵便局 - 秋田銀行田沢湖支店 - 北都銀行田沢湖支店 - 秋田おばこ農業協同組合田沢湖駅前支店 主な商業施設 - 田沢湖市 - タカヤナギグランマート田沢湖店 - ビフレ田沢湖店 - コメリ田沢湖店 - ツルハドラッグ田沢湖店 | 主な道路 - 国道46号（田沢湖バイパス、仙岩道路） - 仙岩道路情報ステーション - 国道341号（生保内バイパス） - 仙北市道田沢湖停車場線 |

## バス路線
- 羽後交通
  - 乳頭温泉行き（乳頭線）

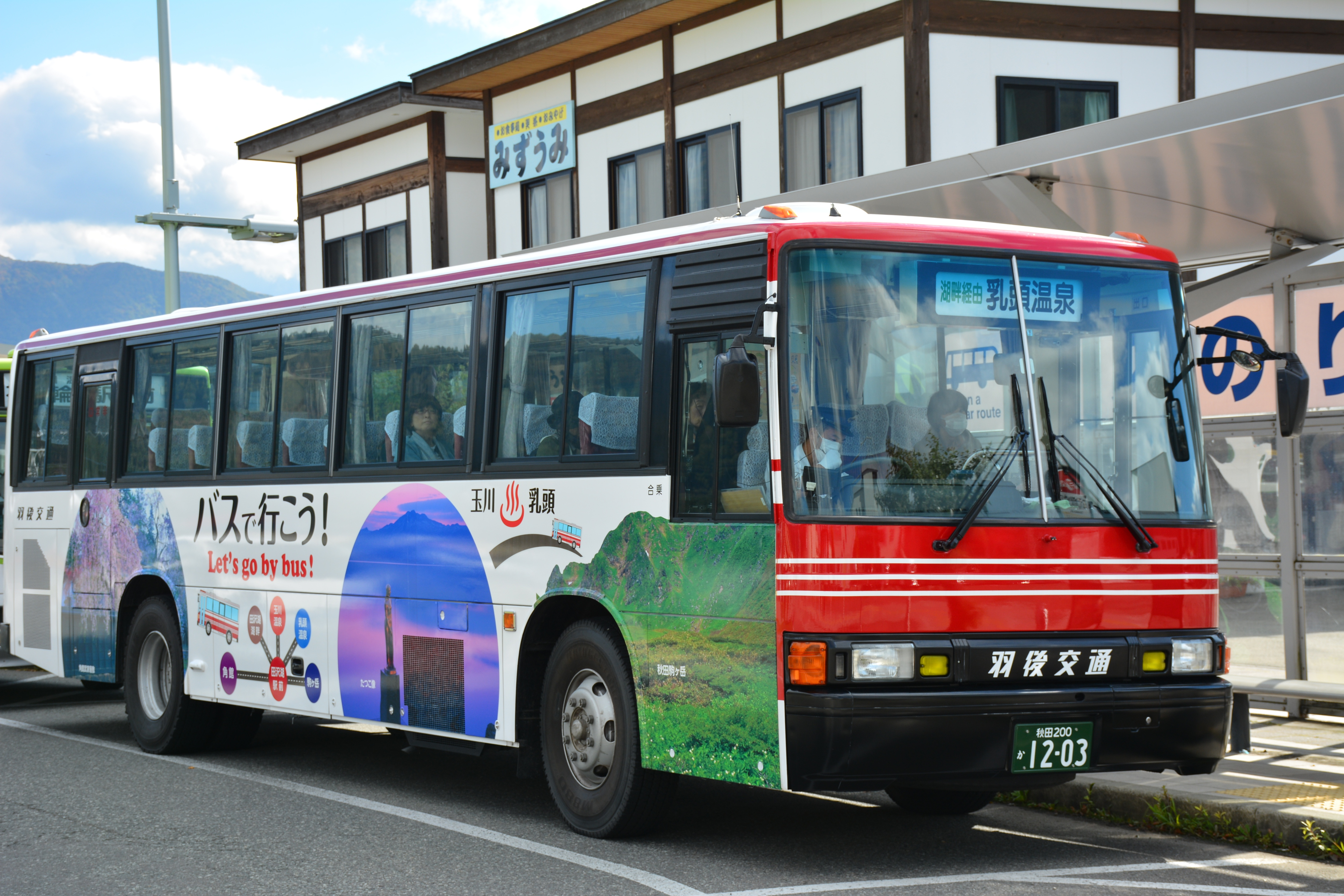
田沢湖駅に停車中の乳頭温泉行きバス（2016年10月）

  - 玉川温泉・新玉川温泉方面行き（夏季は八幡平頂上行き、冬季は新玉川温泉行き　玉川線・新玉川線）
  - 田沢湖畔方面ゆき（田沢湖一周線）
  - 駒ケ岳八合目行き（夏季運行）
  - 夜行高速バス「レイク&ポート号」東京駅・新宿駅西口行き
- 秋北バス
  - 花輪行き（夏季運行、花輪線）

## 今後の予定
当駅 - 赤渕駅間は約15キロメートル離れているが、当区間に新たに新仙岩トンネルを建設することが検討されている。秋田県とJR東日本は、2021年（令和3年）7月26日に新仙岩トンネルを含む新ルートの整備計画に関する覚書を締結した。事業費は約700億円で、工期は着工より約11年を予定している。新ルートが完成すると、東京駅 - 秋田駅間で現行より約7分程度の時間短縮が見込まれている。

## 隣の駅
東日本旅客鉄道（JR東日本）
■秋田新幹線
雫石駅 - 田沢湖駅 - 角館駅
■田沢湖線
赤渕駅 -（大地沢信号場）-（志度内信号場）- 田沢湖駅 - 刺巻駅

### 記事本文